# Armenien i olympiska vinterspelen 1994
Armenien deltog med två deltagare vid de olympiska vinterspelen 1994 i Lillehammer. Ingen av landets deltagare erövrade någon medalj.

## Bob
- Joe Almasian
- Ken Topalian